# Perth International Golf Championship 2013

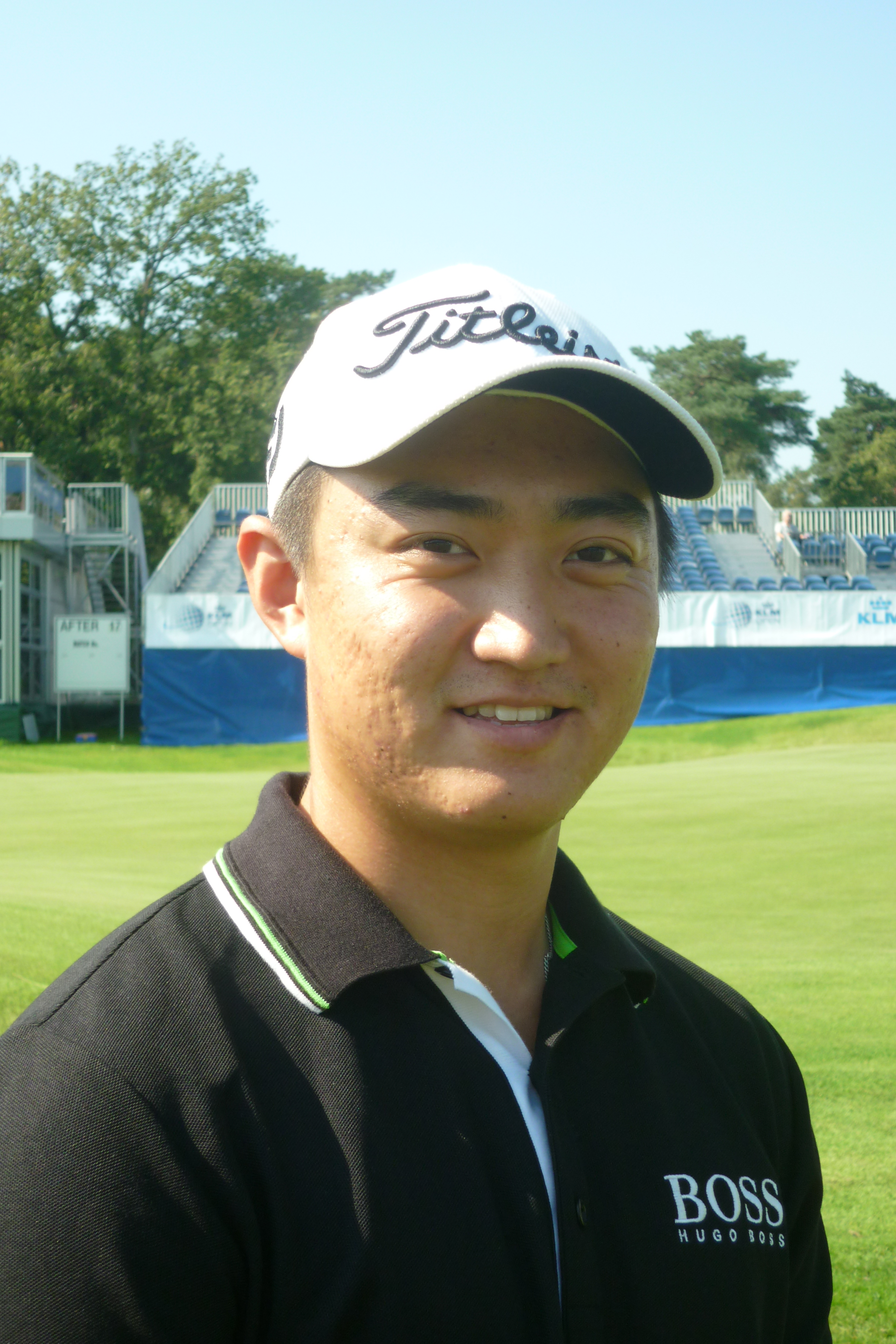
Jin Jeong, winnaar 2013

Het ISPS HANDA Perth International is een golfkampioenschap van de Europese PGA Tour en de Australaziatische PGA Tour. In 2013 wordt het weer gespeeld op de Lake Karrinyup Country Club in Perth. Titelverdediger is Bo Van Pelt uit Zuid-Afrika.
Final Series
Dit jaar heeft de Europese Tour de Final Series geïntroduceerdm die na de Perth International begint en die bestaat uit de  BMW Masters (US$7.000.000) en de WGC – HSBC Champions (US$ 8.500.000) in China, het nieuwe Turkish Open (US$7.000.000) en het DP World Tour Championship (US$ 8.000.000) in Dubai. Aan het laatste toernooi mogen alleen spelers meedoen die twee van de drie toernooien van de Final Series hebben meegedaan. Aan spelers die alle drie toernooien spelen, is een bonus toegezegd.

## Verslag
De par van de baan is 72. 

### Ronde 1
Dit is een belangrijk toernooi voor de spelers die nog niet hun speelrecht voor 2014 hebben veilig gesteld. Als Peter Hedblom dit toernooi wint, hoeft hij niet voor de 11de keer (sinds 1988) terug naar de Tourschool. Hij heeft een goed begin gemaakt, en deelt de leiding met Jin Jeong en twee Australiërs, die beiden in de top-1000 van de wereldranglijst staan maar geen ranking op de Race To Dubai (R2D) hebben. Acht spelers delen de 5de plaats. Fredrik Andersson Hed staat nummer 130 op de R2D, Sam Little op nummer 165, aan het einde van het seizoen behouden de top-110 hun spelerskaart. 

Er doen geen Nederlanders mee. Joost Luiten staat nummer 11 op de R2D, Robert-Jan Derksen nummer 79, beiden spelen volgend jaar op de Europese Tour. Maarten Lafeber heeft een onbevredigend jaar gehad en staat nummer 181. Van 10-15 november zal hij de Final Stage van de Tourschool spelen. 

### Ronde 2
Peter Hedblom produceerde weer een goede ronde en bleef aan de leiding. Hij heeft nog twee slagen voorsprong op Ross Fisher, die een ronde van -5 maakte. De cut was +2.

### Ronde 3
De derde ronde wordt vaak 'moving day' genoemd, you have to move into contention. Peter Hedblom zakte af, Jason Scrivener steeg naar een gedeeld 5de plaats, en JB Hansen en Brett Rumford maakten een goede 'move' en kwamen samen met Jin Jeong op de 2de plaats.

David McKenzie maakte een hole-in-one op hole 8, een par 3 van 201 meter, en won een Volkswagen Golf 90TSI, de World Car of the Year, een model dat sinds enkele maanden in Australië wordt verkocht.

### Ronde 4
Ross Fisher speelde een goede laatste ronde en moest de play-off spelem tegen Jin Jeong. Op de extra hole sloeg hij verder af dan Jeong, die met zijn tweede schot ruim 19 meter rechts van de pin terechtkwam. Fishers bal vloog uit de semi-rough en ging over de green. Na een slechte chip maakte hij een bogey en won Jeong met een par. Jeong speelt sinds juli op de Challenge Tour, dit was zijn eerste overwinning sinds hij in 2011 professional werd. Hij steeg hierdoor van nummer 253 naar 103 plaats op de R2D en van nummer 1066 naar 340 op de wereldranglijst en mag tot eind 2015 op de Europese Tour spelen. 
- Scores

| Naam                  | R2D | Score R1 | Score R1 | Nr  | Score R2 | Score R2 | Totaal | Nr  | Score R3 | Score R3 | Totaal | Nr  | Score R4 | Score R4 | Totaal | Nr  | Play-off | Play-off |
| --------------------- | --- | -------- | -------- | --- | -------- | -------- | ------ | --- | -------- | -------- | ------ | --- | -------- | -------- | ------ | --- | -------- | -------- |
| Jin Jeong             | 253 | 68       | -4       | T1  | 72       | par      | -4     | T3  | 69       | -3       | -7     | T2  | 69       | -3       | -10    | T1  | 4        | 1        |
| Ross Fisher           | 113 | 72       | par      | T30 | 67       | -5       | -5     | 2   | 71       | -1       | -6     | T5  | 68       | -4       | -10    | T1  | 4        | 2        |
| Brody Ninyette        | =   | 72       | par      | T30 | 69       | -3       | -3     | T8  | 67       | -5       | -8     | 1   | 72       | par      | -8     | 3   |          |          |
| Brett Rumford         | 8   | 71       | -1       | T21 | 73       | +1       | par    | T32 | 65       | -7       | -7     | T2  | 72       | par      | -7     | 6   |          |          |
| JB Hansen             | 90  | 70       | -2       | T30 | 73       | +1       | -1     | T11 | 66       | -6       | -7     | T2  | 73       | +1       | -6     | T7  |          |          |
| Richard Finch         | 136 | 72       | par      | T30 | 69       | -3       | -3     | T8  | 69       | -3       | -6     | T5  | 72       | par      | -6     | T7  |          |          |
| Peter Hedblom         | 179 | 68       | -4       | T1  | 69       | -3       | -7     | T1  | 75       | +3       | -4     | T13 | 71       | -1       | -5     | T10 |          |          |
| Fredrik Andersson Hed | 130 | 69       | -3       | T5  | 73       | +1       | -2     | T12 | 68       | -4       | -6     | T5  | 73       | +1       | -5     | T10 |          |          |
| James Nitties         | =   | 68       | -4       | T1  | 73       | +1       | -3     | T8  | 69       | -3       | -6     | T5  | 74       | +2       | -4     | T12 |          |          |
| Jason Scrivener       | =   | 75       | +3       | T83 | 67       | +1       | -2     | T12 | 68       | -4       | -6     | T5  | 76       | +4       | -2     | T28 |          |          |
| Clint Rice            | =   | 68       | -4       | T1  | 72       | par      | -4     | T3  | 75       | +3       | -1     | T25 | 77       | +5       | -4     | T58 |          |          |
| Sam Little            | 165 | 69       | -3       | T5  | 75       | +2       | par    | T32 | 71       | -1       | -1     | T25 | 77       | +5       | +4     | T58 |          |          |

| Leider |  | Toernooirecord |  | MC = missed cut = cut gemist |

## Spelers
De top-80 spelers van de Australische PGA Doen mee.
| Europese Tour - Björn Åkesson - Fredrik Andersson Hed - Richard Bland - Paul Casey - Robert Coles - Matteo Delpodio - Chris Doak - Andrew Dodt - David Drysdale - Johan Edfors - Peter Erofejeff - Richard Finch - Ross Fisher - Oliver Fisher - Oscar Florén - Marcus Fraser - Lorenzo Gagli - Branden Grace - JB Hansen - Soren Hansen - Andreas Hartø - Grégory Havret - Peter Hedblom - Scott Henry - David Higgins - Michael Hoey - Lasse Jensen - Michael Jonzon - Alexandre Kaleka - Rikard Karlberg - James Kingston - Søren Kjeldsen - Espen Kofstad - Mikko Korhonen - Joakim Lagergren | - José Manuel Lara - Peter Lawrie - Craig Lee - Alexander Levy - Sam Little - Gary Lockerbie - Richard McEvoy - Ross McGowan - James Morrison - Matthew Nixon - Chris Paisley - Joel Sjöholm - Anthony Snobeck - Mark Tullo - Simon Wakefield - Dawie Van der Walt - Tjaart Van der Walt - Justin Walters - Danny Willett - Fabrizio Zanotti Invitaties - Brandon Stone - Adam Bland - Nathan Holman - Matt Jager - Rick Kulacz - Leigh McKechnie - Wade Ormsby - Alistair Presnell - Kalem Richardson - Tim Wood Voormalige winnaar - Bo Van Pelt Amateurs - Brady Watt | Australische PGA - Matthew Ballard - Neven Basic - Rika Batibasaga - Rohan Blizard - Tom Bond - David Brandson - Anthony Brown - Mark Brown - Andrew Buckle - Marcus Cain - Christopher Campbell - Peter Cooke - Troy Cox - Adam Crawford - Nick Cullen - Steve Darinall - Leigh Deagan - Kim Felton - Michael Foster - Peter Fowler - Daniel Fox - Ryan Fox - Josh Geary - Matthew Giles - Mathew Goggin - Nathan Green - Matthew Griffin - Matthew Guyatt - Ashley Hall - Ryan Haller - Craig Hancock - David Higgins - Steven Jeffress - Jin Jeong - Dustin Johnson - Steven Jones - Alex Katholos - Andrew Kelly - Dustin Johnson - Steven Jones | - Alex Katholos - Andrew Kelly - Brad Lamb - Scott Laycock - Stephen Leaney - Peter Lonard - Ryan Lynch - Andrew Martin - David McKenzie - James McLean - Matthew Millar - Michael Moore - Kristopher Mueck - Brody Ninyette - James Nitties - Jason Norris - Nick O'Hern - Peter O'Malley - Gareth Paddison - Dimitrios Papadatos - Craig Parry - Mahal Pearce - Thomas Petersson - Daniel Popovic - Kieran Pratt - Brett Rankin - Gavin Reed - Clint Rice - Brett Rumford - Jason Scrivener - Brad Shilton - Michael Sim - Paul Spargo - Matt Stieger - Andre Stolz - Anthony Summers - Andrew Tschudin - John Wade - Jack Wilson - Peter Wilson - Michael Wright - Josh Younger |

2012 · 2013 · 2014